# Semerovo
Semerovo es un municipio del distrito de Nové Zámky en la región de Nitra, Eslovaquia, con una población estimada a final del año 2024 de 1309 habitantes.
Se encuentra ubicado al sur de la región, cerca de los ríos Nitra y Hron (cuenca hidrográfica del Danubio) y de la frontera con Hungría.

## Demografía
| Año        | 1994 | 2004    | 2014    | 2024    |
| ---------- | ---- | ------- | ------- | ------- |
| Población  | 1247 | 1365    | 1430    | 1309    |
| Diferencia |      | +9,46 % | +4,76 % | −8,46 % |

| Año        | 2023 | 2024    |
| ---------- | ---- | ------- |
| Población  | 1318 | 1309    |
| Diferencia |      | −0,68 % |